# Gullris
Gullris (Solidago virgaurea) är en ört med gula blommor

## Beskrivning
Gullris utmärks av sin stora blomställning med många blommor på en upprättstående stjälk, som kan bli 5 dm hög.  Blomställningen är en vippa med korgarna ordnade i dubbel klase. Den blommar från högsommaren till in på hösten. Ett kännetecken på släktet Solidago är att holken är smalt klocklik och kantblommorna fåtaliga.

## Biotop
Ängsbackar, ljunghedar, skogsbryn och lundar i låglandet. Gullris förekommer också på strandklippor och de högre fjällens trädlösa slätter.

## Habitat
Gullris förekommer rikligt på många olika växtplatser i hela Norden. 
Den är även utbredd i övriga Europa, utom allra sydligaste delen, samt i norra Afrika, norra Asien och Nordamerika. 

### Utbredningskartor
- Norden:
- Norra halvklotet:

## Ekologi

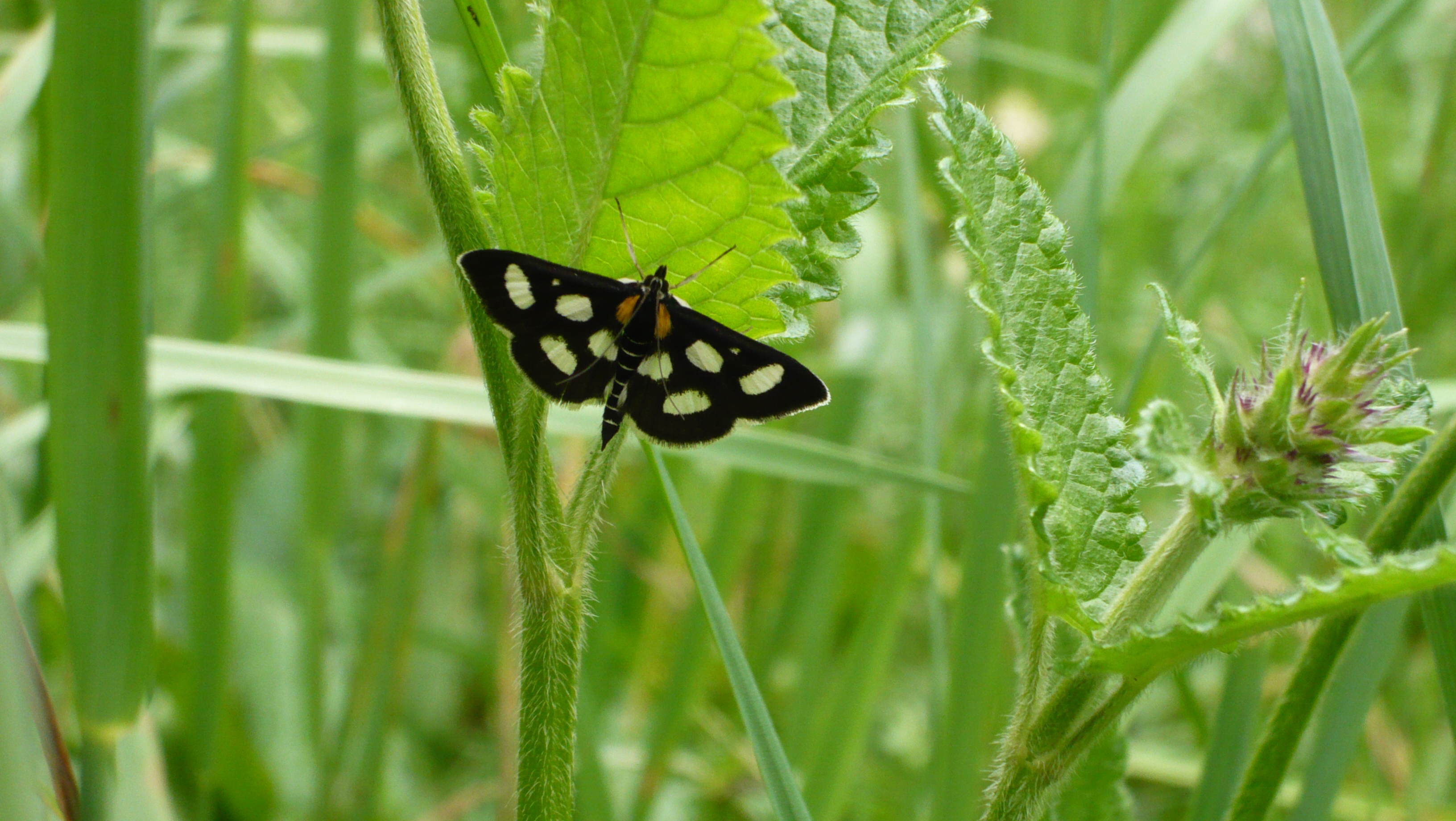
Anania funebris larver lever på gullris.

Gullris är värdväxt för en mängd olika fjärilar. Dels lockar blommorna många fjärilar, framför allt guldvingar, dels lever en mängd fjärilslarver på växten. Omkring 15 fjärilar lever nästan uteslutande på gullris, medan minst 19 har växten som en av sina värdväxter. Några exempel på fjärilar som helt lever på gullris är gullriskapuschongfly vars larver lever på bladen, vecklaren Phalonidia curvistrigana vars larver lever i frukterna, Anania funebris vars larv lever på blommorna, Vitsprötad gullrissäckmal vars larver lever i en säck under bladen och gullrismalmätare vars larver lever bland blommorna.
Också en del skalbaggar, som långhorningar, lever på gullris. Gullrisbockens larver lever bara i just roten hos gullris medan tegelbock kan äta pollen från blommorna.

## Medicinsk användning
Kliniska studier har visat på örtens goda verkan vid både akuta och kroniska njurinflammationer, likaså vid ödem. Örtens urindrivande verkan har även bekräftats i flera studier. Örten används som milt vattendrivande och mot ledstelhet samt vid blåskatarr och njurinflammation. Det föreligger inga kända biverkningar.

## Bygdemål
| Namn      | Trakt        | Referens |
| --------- | ------------ | -------- |
| Junfruris | Värmland     | [ 3 ]    |
| Rävtunga  | Västerbotten | [ 3 ]    |